# Ekssikator
En ekssikator (eller ekssikkator) er en glasbeholder, der benyttes i kemilaboratorier til tørring af faste stoffer. Dette sker ved afdampning af vand og organiske opløsningsmidler ved hjælp af undertryk (vakuum).
Ekssikkatoren består af en skålformet underdel og et låg. For at kunne evakuere beholderen skal de to dele slutte tæt sammen, og der benyttes derfor enten en gummiring eller vacuumfedt imellem de to dele for at forhindre, at der trænger luft ind. Ekssikkatoren tilsluttes en pumpe, som pumper den fri for luft. 
Dette sker typisk ved, at pumpen forbindes via en slange til en studs på toppen af ekssikkatoren. Studsen kan ofte lukkes, når ekssikkatoren er evakueret, således at ekssikkatoren også kan benyttes til opbevaring af stoffer, uden at pumpen hele tiden er tændt.
I bunden af ekssikkatoren ligger typisk et tørremiddel, som suger vand. Det kan f.eks. være calciumklorid eller kieselgel.
Fordelen ved at bruge en ekssikkator er, at afdampningen af solventer sker hurtigere ved lavere tryk. Desuden forhindres urenheder i at komme ned i stoffet under afdampningen.
- Wikimedia Commons har flere filer relateret til Ekssikator